# Vem kan slå Filip och Fredrik
Vem kan slå Filip och Fredrik var en svensk gameshow där en person utmanade duon Filip och Fredrik i 11 grenar. Programmet var utvecklat efter det tyska TV-programmet Schlag den Raab och hade premiär den 9 september 2008 på Kanal 5. Programmet lades ner 2012, men återuppstod 2018 som Vem kan slå Anja och Foppa, där utmanarna istället ställs mot vintersportlegendarerna Anja Pärson och Peter ”Foppa” Forsberg.

## Format
Programidén gick ut på att personer som anmält sig till programmet och valts ut efter en del tester eller kända personer fick utmana Filip & Fredrik i 15 olika grenar, och den som fick flest poäng vann. Studion hade en yta på mer än 5000 m² och rymde en publik på 470 personer. Fler än 200 olika kostymer fanns till förfogande för de olika tävlingarna.[källa behövs] Den första säsongen bestod av 15 tävlingsgrenar medan de resterande säsongerna hade endast 11. Vid varje gren tilldelades den segrande sidan poäng som motsvarande den grenens ordning; den första grenen gav en poäng, den andra två poäng och så vidare. Tävlingen var över så fort den ena sidan hade ett matematiskt ointagligt poängmässigt övertag. Alla säsonger utom den första tilldelades varje utmanare en känd idrottare som coachade utmanaren och även kunde kastas in i en enstaka gren i utmanarens ställe, förutsatt att utmanargruppen endast bestod av en person.

## Säsonger samt kort sammanfattning

### Säsong 1
Säsong ett sändes på hösten 2008 och hade Ingvar Oldsberg som programledare. I första säsongen fick tre personer chansen att utmana Filip och Fredrik i 15 olika grenar, som kunde vara allt från backhoppning till matematik. Prispotten låg på en halv miljon kronor, en prissumma som ackumulerades till nästkommande veckas utmanare ifall utmanaren förlorade. Ingen av utmanarna lyckades vinna under denna säsong.
Serien fick en mycket god respons från svenska folket. Första programmet sågs av 735 000 tittare, något som gjorde serien till Kanal 5:s populäraste egenproduktion genom tiderna.

### Säsong 2
Andra säsongen hade premiär 18 oktober 2009 (säsongen sändes således på hösten 2009), men då hade Oldsberg bytts ut mot komikern Felix Herngren som programledare. Anledningen till programledarbytet var att Oldsberg fick nytt kontrakt med SVT, som han skrivit inför sitt nya program Här är ditt liv. I kontraktet fanns en klausul som förbjöd honom att leda program i andra tv-kanaler. 
Till den andra säsongen bytte man också ut sändningsformatet; istället för att sända tre program i veckan blev det bara ett. Däremot blev det fler program och fler utmanare. Programmet innehöll totalt åtta utmanare varav tre lyckades slå Filip & Fredrik.

### Säsong 3
Den tredje säsongen av programmet sändes hösten 2010. Under den tredje säsongen bytte man ut Herngren som programledare och valde istället Pontus Gårdinger.

### Säsong 4
Den fjärde säsongen av programmet började sändas den 23 oktober 2011, nu med Claes Åkeson som programledare.

### Säsong 5
Samma programledare men de har flyttat studion till Västerås, denna säsong innehåller bara sex program. Säsongen sändes i slutet av hösten 2012 och det sista programmet sändes 23 december.

## Tyska förlagan
Programmet bygger på en tysk förlaga, "Schlag den Raab", där den tyske komikern Stefan Raab innehar den roll som Filip & Fredrik har i den svenska upplagan av programmet. Både uppläggs- och utseendemässigt är de båda programmen väldigt lika varandra med den skillnad att originalet har en avvikande regel i tävlingens sista gren (som gör att en tävlande kan vinna allting bara genom att motståndaren misslyckas), något som avtalades bort under inspelningen av den svenska upplagan.